# Cromlech de l’Oeillet

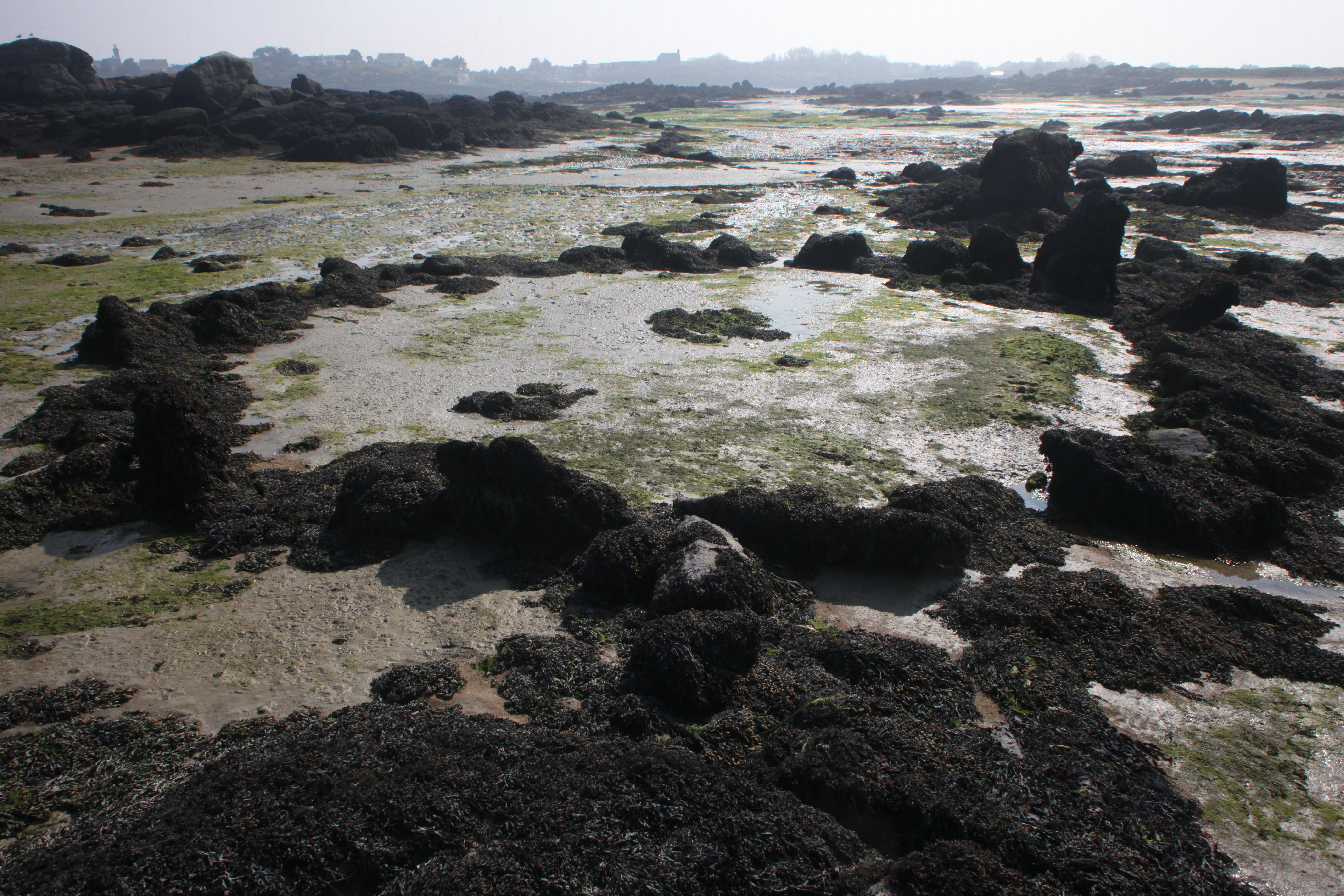
Cromlech de l'Oeillet

Der Cromlech de l’Oeillet (auch Îles Chausey Cromlech genannt) ist ein ovaler Steinkreis im Gezeitenareal des Ärmelkanals, nordöstlich der Grande-Île der Îles Chausey, etwa 15 km westlich vor Granville im Département Manche in der Normandie in Frankreich. Er besteht aus mehr als 40 zwischen 1,5 und 2,0 Meter hohen, meist umgefallenen Granitblöcken und misst 11,7 bis 13,4 m Durchmesser. Er wird bei jeder Flut etwa 1,0 Meter bedeckt.